# Armonizzazione evangelica

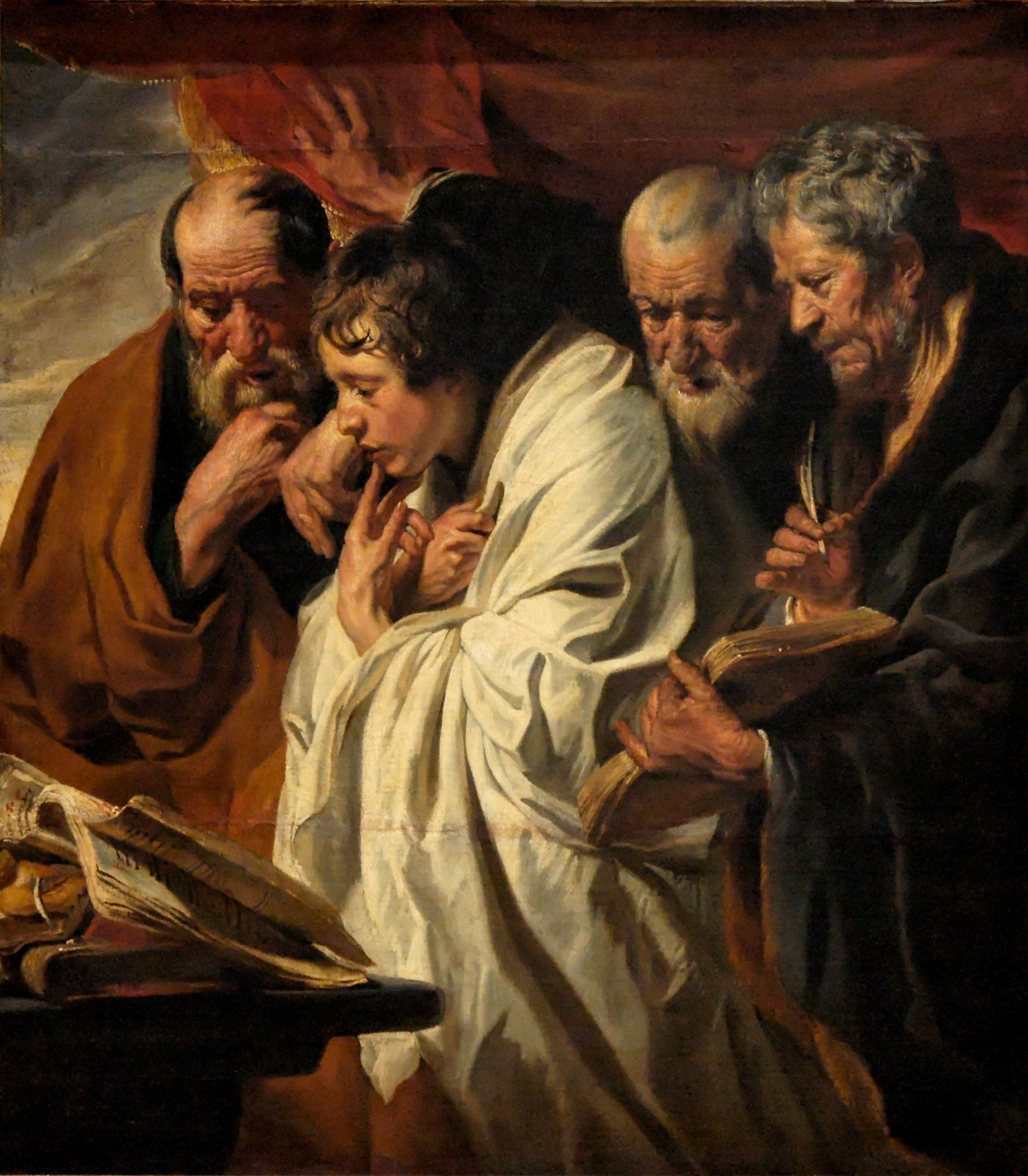
I quattro evangelisti di Jacob Jordaens, 1625–1630, Museo del Louvre.

L'armonizzazione evangelica è il tentativo di armonizzare il racconto dei vangeli canonici in un singolo racconto coerente. Il termine "armonia" viene utilizzato in quanto tale opera richiede la comparazione simultanea dei quattro vangeli, confermando, aggiungendo o completando le informazioni presenti o mancanti nell'una o nell'altra versione.
Tale armonizzazione è intesa per diversi propositi: dare un'idea corretta del testo devozionale ai fedeli, creare un racconto letterario chiaro ed accessibile per il pubblico in generale, stabilire una cronologia degli eventi della vita di Gesù secondo i vangeli canonici, o comprendere meglio come i racconti siano correlati l'uno all'altro.
Tra gli accademici, la costruzione di un'armonizzazione dei vangeli è sempre stata sostenuta dalla frangia conservatrice. Gli studiosi del criticismo storico vedono invece le divergenze tra i racconti evangelici come la costruzione di una tradizione derivata dalle prime comunità cristiane. Tra gli accademici moderni, vi sono stati dei tentativi di comporre un unico racconto dei quattro vangeli ma tale tentativo è stato poi abbandonato a favore di confronti dei quattro racconti in parallelo (, così da consentire degli studi critici sulle differenze tra essi.
Il primo esempio di armonizzazione dei testi evangelici è il Diatessaron di Taziano il Siro nel II secolo e variazioni basate sul testo del Diatessaron continuarono ad apparire per tutto il medioevo. Nel XVI secolo iniziò progressivamente a prevalere la comparazione in colonne tra i quattro vangeli. All'epoca iniziarono anche le prime rappresentazioni visuali nel tentativo di dipingere la vita di Cristo come "armonia pittorica", idea che continuò sino a tutto il XX secolo.

## Impostazione generale
L'armonizzazione evangelica è il tentativo di collegare i vangeli canonici in un singolo racconto. I tentativi di armonizzazione vennero realizzati da alcuni studiosi per rendere la storia dei vangeli fruibile a un pubblico più ampio, sia religioso che laico. Possibili armonizzazioni vennero studiate per conferire una cronologia coerente degli eventi rappresentati nei quattro vangeli canonici relativamente alla vita di Gesù, per comprendere meglio come i racconti si relazionino l'uno con l'altro e per valutarne criticamente le differenze.
I termini "armonia" o "sinossi" sono stati utilizzati per riferirsi ai differenti approcci per consolidare le storie dei vangeli canonici. Tecnicamente, l' "armonizzazione" tende a unire insieme sezioni di scritture in una singola narrazione, unendo insieme quattro vangeli. Vi sono quattro tipi di armonizzazione: "radicale", "sintetica", "sequenziale" e "parallela". Per contro, una "sinossi", più simile ad un'armonizzazione parallela, giustappone tra loro i vangeli parallelamente, sincronizzati temporalmente, preservando l'identità del singolo racconto, solitamente disponendoli in colonne. L'armonizzazione ha nei secoli anche portato a composizioni pittoriche e figurative della vita di Cristo nel suo complesso.
Il più antico tentativo di armonizzare i vangeli consiste nell'unire le storie in una singola narrazione, producendo un testo più lungo di uno qualsiasi dei vangeli esistenti. Questo fa sì che si crei un resoconto il più dettagliato possibile, accessibile anche ai non accademici.
Vi sono, ad ogni modo, delle difficoltà nella creazione di una narrazione unica. Come ha sottolineato il teologo John Barton, è impossibile costruire un singolo racconto dai quattro vangeli senza cambiarne almeno delle parti.
Un cambiamento con una qualsiasi forma di armonizzazione è un evento descritto in ordine differente in diversi racconti: ad esempio i vangeli sinottici descrivono Gesù che rovescia i tavoli del Tempio di Gerusalemme nell'ultima settimana della sua vita, mentre il Vangelo secondo Giovanni riporta per contro questo episodio all'inizio del magistero di Gesù. Gli armonisti dovrebbero quindi scegliere quale sia il momento più corretto ove collocare questo episodio o concludere che si tratti di eventi separati tra loro. Il teologo luterano Andreas Osiander, ad esempio, ha proposto nella sua Harmonia evangelica (1537) che Gesù sia stato incoronato di spine due volte, e che vi furono nella sua vita tre episodi separati di purificazioni del Tempio. Sull'altro fronte, i commentatori hanno notato come ogni singolo vangelo non sia scritto in forma rigorosamente cronologica. Questo significa che un evento descritto come accaduto due volte, sia potuto accadere una volta sola ma sia stato ripetuto due volte nel racconto, e che pertanto sia possibile armonizzare gli eventi di episodi simili, sebbene spetti sempre all'armonizzatore il compito di decidere quale delle due volte sia la più probabilmente corretta.
Una difficoltà meno comune ma più seria si pone quando i vangeli divergono tra loro nella descrizione del medesimo evento. Un esempio è la guarigione a distanza del servo del centurione. Nel Vangelo secondo Matteo il centurione si porta da Gesù di persona, mentre nella versione del Vangelo secondo Luca egli manda degli anziani ebrei. Anche se questi racconti stanno ovviamente riferendosi al medesimo evento, l'armonista deve decidere quale dei due resoconti abbia la descrizione più accurata e quali siano le carenze per poi comporre un acconto.
La moderna visione accademica, basata sull'accettazione del principio che i vangeli secondo Matteo e secondo Luca furono scritti avendo il Vangelo secondo Marco come fonte principale, cerca di spiegare le differenze tra i testi nell'atto di composizione del testo stesso. Ad esempio, nel Vangelo secondo Marco, Giovanni il Battista è descritto come colui che predica per il perdono dei peccati, un dettaglio riportato anche nel Vangelo secondo Matteo, ma con l'idea che il perdono dei peccati fosse esclusivo di Gesù.
La moderna visione popolare, se da un lato riconosce queste difficoltà, gli attribuisce minore importanza. Questa visione suggerisce che le divergenze nei vangeli siano solo una piccola parte del tutto e che i racconti presentino una sostanziale similarità. Le divergenze, secondo questa visione, possono essere evidenziate in note a piè di pagina nel corso della narrazione, così da consentire una comprensione più ampia degli eventi della vita di Gesù o rendere la materia più accessibile a tutti.
Per illustrare il concetto di armonizzazione in parallelo, qui di seguito è mostrato un esempio di "frammento di sinossi" che consiste in quattro episodi della Passione.
| Evento                  | Vangelo secondo Matteo | Vangelo secondo Marco | Vangelo secondo Luca | Vangelo secondo Giovanni |
| ----------------------- | ---------------------- | --------------------- | -------------------- | ------------------------ |
| Incoronazione di spine  | Matteo 27, 29          | Marco 15,17           |                      | Giovanni 19, 2-5         |
| La richiesta del sangue | Matteo 27, 24-25       |                       |                      |                          |
| Salita al Calvario      | Matteo 27, 27-33       | Marco 15, 20-22       | Luca 23, 26-32       | Giovanni 19, 16-17       |
| Crocifissione di Gesù   | Matteo 27, 34-61       | Marco 15, 23-47       | Luca 23, 33-54       | Giovanni 19, 18-38       |

## La prima chiesa ed il medioevo

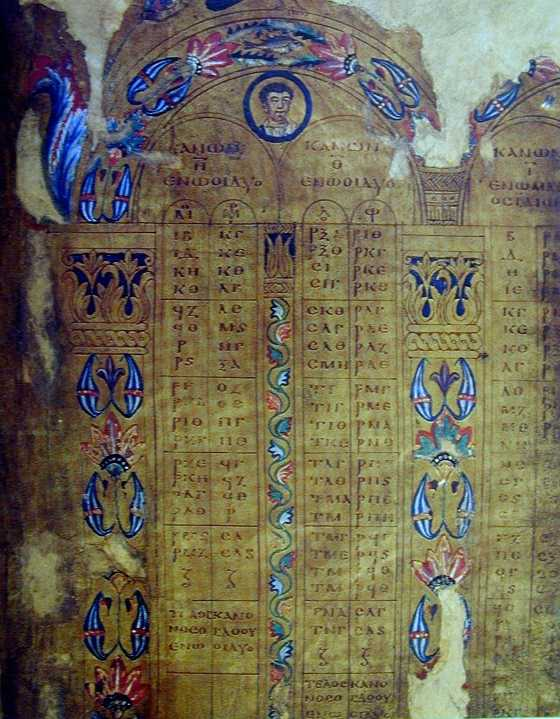
Un uso del VI-VII secolo dei canoni eusebiani per organizzare i contenuti dei vangeli nelle London Canon Tables.

L'influenza del Diatessaron di Taziano il Siro,  datato attorno al 160, il primo tentativo di armonizzazione del testo evangelico. Il Diatessaron riduce il numero dei versetti nei quattro vangeli da 3780 a 2769 senza tralasciare alcun evento degli insegnamenti della vita di Gesù da nessuno dei vangeli. Alcuni studiosi credono che Taziano abbia abbozzato la propria versione servendosi in realtà di uno o più vangeli apocrifi in aggiunta. Il Vangelo degli Ebioniti, composto nel medesimo periodo, si crede sia stato un tentativo di creare un vangelo armonico.
Le variazioni basate sul Diatessaron continuarono ad apparire nel medioevo, come ad esempio il Codex Sangallensis (basato sul Codex Fuldensis del VI secolo) datato all'830 circa ha una colonna in latino basata sulla vulgata e una colonna in lingua alto-tedesca antica che spesso riprende la versione del Diatessaron, sebbene vi appaiano frequenti errori. L'armonia di Liegi nel dialetto limburghese (Biblioteca dell'Università di Liegi, n.437) è una delle fonti chiavi della chiesa occidentale del Diatessaron ed è datata al 1280, anche se venne pubblicata molto tempo dopo. Le due recensioni esistenti del Diatessaron in italiano medievale sono singoli manoscritti veneziani del XIII-XIV secolo ed i 26 manoscritti toscani risalgono al XIV-XV secolo.
Nel III secolo Ammonio di Alessandria fu il precursore della moderna sinossi (basata però sul Diatessaron) nota come sezioni ammoniane dove egli prese a riferimento il testo del Vangelo secondo Matteo e lo ricopiò inserendo gli eventi in parallelo con gli altri vangeli. Non vi sono copie dell'armonizzazione di Ammonio e l'unica esistente è una singola nota alla lettera di Eusebio di Carpiano. Nella lettera Eusebio discute anche del proprio approccio al vangelo, i canoni eusebiani, nei quali i testi dei vangeli sono mostrati in parallelo per aiutare la comparazione tra le quattro versioni del testo.
Nel V secolo, Agostino di Ippona scrisse molto sull'argomento nella sua opera De consensu evangeliorum. Agostino vedeva le variazioni nel racconto evangelico come differenti focalizzazioni degli autori su Gesù: Matteo la regalità, Marco l'umanità, Luca il magistero e Giovanni la divinità.
Clemente di Llanthony nella sua opera Unum ex Quatuor (Uno da quattro) venne considerato un impoverimento dei precedenti canoni del tempo, anche se gli studiosi moderni concludono che non vi siano sostanziali innovazioni da Agostino sino almeno al XV secolo. Per tutto il medioevo, ad ogni modo, continuarono ad apparire delle armonizzazioni sulla base dei principi del Diatessaron, come ad esempio l'armonizzazione di Liegi di Plooij in medio olandese, o l'armonizzazione Pepysiana in medio inglese. L'armonizzazione Pepysiana (Magdalene college, Cambridge, n. Pepys 2498) è datata al 1400 circa e il suo nome deriva dal fatto che fu di proprietà di Samuel Pepys.

## XV-XX secolo
Nel XV e XVI secolo vi furono nuovi approcci all'armonizzazione dei vangeli, come nel caso di Jean Gerson che si rifece come fonte primaria al Vangelo secondo Giovanni. Cornelius Jansen, vescovo di Gand, pubblicò anch'egli una sua armonizzazione (1549), cercando di mettere d'accordo i quattro vangeli e riferendosi anche agli Atti degli Apostoli. Sull'altro fronte, l'approccio di Giovanni Calvino si focalizzò sui tre vangeli sinottici, escludendo il Vangelo secondo Giovanni.
All'epoca iniziarono anche le prime rappresentazioni grafiche: Livieno da Anversa, ad esempio, nel XV secolo, produsse una serie di 200 xilografie con episodi della vita di Cristo cercando di armonizzare pittoricamente i quattro vangeli, le quali vennero usate poi anche nell'armonizzazione di Willem van Branteghem pubblicata ad Anversa nel 1537. L'importanza delle immagini si riflette bene nel titolo del lavoro di Guilelmus de Branteghem dal titolo Vita di Gesù Cristo ritratta con bravura in eleganti disegni dalle narrative dei Quattro Evangelisti
Il XVI secolo incrementò ulteriormente l'introduzione dell'armonizzazione dei vangeli. In questo periodo la struttura a colonne parallele iniziò a prendere piede maggiormente, in parte come risposta al criticismo biblico crescente. Questo nuovo formato venne utilizzato per enfatizzare la veridicità dei vangeli. Non è chiaro chi produsse le prime comparazioni a colonne, ma l'opera di Gerardo Mercatore del 1569 ne è un valido esempio. In termini di contenuti e qualità, la sinossi di Johann Jakob Griesbach pubblicata nel 1776 è tra le migliori.
Nel contempo, la crescita della moderna critica biblica divenne strumentale per il declino della tradizionale armonia dei vangeli di tradizione apologetica. Lo scrittore illuminista Gotthold Ephraim Lessing osservò a tal proposito:
Il Synopticon pubblicato nel 1880 da W. G. Rushbrooke fu a quel tempo considerato un punto chiave nella storia delle sinossi evangeliche, dal momento che esso si basava sulla priorità marciana, dando quindi per assunto che il Vangelo secondo Marco fosse il più antico e quindi il più aderente alla verità. Tredici anni più tardi, John Broadus utilizzò per primo dei resoconti storici per dare veridicità alla sua armonizzazione.
Alla fine del XIX secolo, dopo diversi viaggi e studi in Medioriente, James Tissot produsse una serie di 350 acquerelli che rappresentavano episodi della vita di Gesù sulla base dell'armonizzazione dei vangeli. Tissot sintetizzò i quattro vangeli in una singola narrativa divisa in cinque capitoli: "la Santa Infanzia, il Ministero, la Settimana Santa, la Passione e la Risurrezione". Egli inoltre realizzò i ritratti dei quattro evangelisti per onorare il loro lavoro.
Nel XX secolo, la Sinossi dei Quattro Vangeli di Kurt Aland venne vista da molti come il primo tentativo scientifico di unire i quattro vangeli in un unico racconto. Un punto chiave dell'opera di Aland è l'incorporazione del testo dei vangeli secondo Giovanni. La sinossi di John Bernard Orchard (che porta il medesimo titolo) fu la prima ad abbandonare la tradizionale priorità marciana e il Vangelo secondo Giovanni, ponendo in ordine di veridicità le composizioni di Matteo, Luca e Marco.

## Presentazione dell'armonizzazione in parallelo
Quella che segue è un esempio di armonizzazione del testo evangelico in parallelo, basata sugli episodi chiave riportati nei vangeli canonici. L'ordine degli eventi, in particolare durante il periodo del ministero di Gesù, è soggetto a speculazioni e dibattiti tra gli studiosi. La struttura degli episodi riportati in tabella si basa su A Harmony of the Gospels in Greek di Edward Robinson e sul Harmony of the Gospels di Steven L. Cox e Kendell H. Easley. (I capitoli di Mc 16, 9-20 sono esclusi, per l'idea di molti che tali passi siano aggiunte successive al vangelo).
|     | Evento                                                           | Tipologia    | Vangelo secondo Matteo | Vangelo secondo Marco                  | Vangelo secondo Luca | Vangelo secondo Giovanni |
| --- | ---------------------------------------------------------------- | ------------ | ---------------------- | -------------------------------------- | -------------------- | ------------------------ |
| 1   | Preesistenza di Cristo                                           | misto        |                        |                                        |                      | Giovanni 1, 1-18         |
| 2   | Genealogia di Gesù                                               | natività     | Matteo 1,1             |                                        | Luca 3, 23-38        |                          |
| 3   | Nascita di Giovanni Battista                                     | natività     |                        |                                        | Luca 1,5-25          |                          |
| 4   | Annunciazione                                                    | natività     |                        |                                        | Luca 1,26-38         |                          |
| 5   | Visitazione di Maria                                             | natività     |                        |                                        | Luca 1,39-56         |                          |
| 6   | Nascita di Gesù                                                  | natività     | Matteo 1,18-25         |                                        | Luca 2,1-7           |                          |
| 7   | Annuncio ai pastori                                              | natività     |                        |                                        | Luca 2,8-15          |                          |
| 8   | Adorazione dei pastori                                           | natività     |                        |                                        | Luca 2,16-20         |                          |
| 9   | Circoncisione di Gesù                                            | natività     |                        |                                        | Luca 2,21            |                          |
| 10  | Presentazione di Gesù al Tempio                                  | natività     |                        |                                        | Luca 2,22-38         |                          |
| 11  | Cometa di Betlemme                                               | natività     | Matteo 2,1-2           |                                        |                      |                          |
| 12  | Adorazione dei Magi                                              | natività     | Matteo 2,1-12          |                                        |                      |                          |
| 13  | Fuga in Egitto                                                   | natività     | Matteo 2,13-15         |                                        |                      |                          |
| 14  | Strage degli Innocenti                                           | natività     | Matteo 2,16-18         |                                        |                      |                          |
| 15  | Morte di Erode il Grande                                         | misto        | Matteo 2,19-20         |                                        |                      |                          |
| 16  | Ritorno della famiglia di Gesù a Nazareth                        | giovinezza   | Matteo 2,21-23         |                                        | Luca 2,39            |                          |
| 17  | Ritrovamento di Gesù al Tempio                                   | giovinezza   |                        |                                        | Luca 2,41-51         |                          |
| 18  | Ministero di Giovanni Battista                                   | misto        | Matteo 3,1-12          | Marco 1,1-18                           | Luca 3,1-20          | Giovanni 1,19-34         |
| 19  | Battesimo di Gesù                                                | misto        | Matteo 3,13-17         | Marco 1,9-11                           | Luca 3,21-22         | Giovanni 1,29-39         |
| 20  | Tentazioni di Gesù                                               | misto        | Matteo 4,1-11          | Marco 1,12-13                          | Luca 4,1-13          |                          |
| 21  | Nozze di Cana                                                    | miracolo     |                        |                                        |                      | Giovanni 2,1-11          |
| 22  | Prima purificazione del Tempio                                   | ministero    |                        |                                        |                      | Giovanni 2,13-25         |
| 23  | Gesù e Nicodemo                                                  | ministero    |                        |                                        |                      | Giovanni 3,1-21          |
| 24  | Ritorno di Gesù in Galilea                                       | ministero    | Matteo 4,12-12         | Marco 1,14                             |                      | Giovanni 4,1-3           |
| 25  | Esorcismo alla sinagoga di Cafarnao                              | miracolo     |                        | Marco 1,21-28                          | Luca 4,31-37         |                          |
| 26  | Parabola del seme che germoglia da solo                          | parabola     |                        | Marco 4,26-29                          |                      |                          |
| 27  | Rifiuti di Gesù                                                  | ministero    | Matteo 13,53-58        | Marco 6,1-6                            | Luca 4,16-30         |                          |
| 28  | Chiamata dei primi discepoli di Gesù                             | ministero    | Matteo 4,18-22         | Marco 1,16-20                          | Luca 5,1-11          | Giovanni 1,35-51         |
| 29  | Pesca miracolosa                                                 | miracolo     |                        |                                        | Luca 5,1-11          |                          |
| 30  | Beatitudini                                                      | sermone      | Matteo 5,2-12          |                                        | Luca 6,20-23         |                          |
| 31  | Risurrezione del figlio della vedova di Nain                     | miracolo     |                        |                                        | Luca 7,11-17         |                          |
| 32  | Parabola dei due debitori                                        | parabola     |                        |                                        | Luca 7,41-43         |                          |
| 33  | Parabola della lampada                                           | parabola     | Matteo 5,14-15         | Marco 4,21-25                          | Luca 8,16-18         |                          |
| 34  | Antitesi della legge                                             | sermone      | Matteo 5,17-48         |                                        | Luca 6,29-42         |                          |
| 35  | Settanta discepoli                                               | ministero    |                        |                                        | Luca 10,1-24         |                          |
| 36  | Discorso sull'ostentazione                                       | sermone      | Matteo 6,1-18          |                                        |                      |                          |
| 37  | Parabola del buon samaritano                                     | parabola     |                        |                                        | Luca 10,30-37        |                          |
| 38  | Incontro di Gesù con Marta e Maria                               | ministero    |                        |                                        | Luca 10,38-42        |                          |
| 39  | Padre nostro                                                     | ministero    | Matteo 6,9-13          |                                        | Luca 11,2-4          |                          |
| 40  | Parabola dell'amico importuno                                    | parabola     |                        |                                        | Luca 11,5-8          |                          |
| 41  | Parabola del ricco stolto                                        | parabola     |                        |                                        | Luca 12,16-21        |                          |
| 42  | La samaritana al pozzo                                           | ministero    |                        |                                        |                      | Giovanni 4,4-26          |
| 43  | Gli uccelli del Cielo                                            | ministero    | Matteo 6,25-34         |                                        | Luca 12,22-34        |                          |
| 44  | La pagliuzza e la trave                                          | sermone      | Matteo 7,1-5           |                                        | Luca 6,41-42         |                          |
| 45  | Discorso sulla salvezza                                          | sermone      | Matteo 7,13-14         |                                        | Luca 13,23-30        |                          |
| 46  | L'albero e i frutti                                              | sermone      | Matteo 7,15-20         |                                        | Luca 6,43-45         |                          |
| 47  | La casa costruita sulla roccia                                   | parabola     | Matteo 7,24-27         |                                        | Luca 6,46-49         |                          |
| 48  | Guarigione del lebbroso                                          | miracolo     | Matteo 8,1-4           | Marco 1,40-45                          | Luca 5,12-16         |                          |
| 49  | Guarigione del servo del centurione                              | miracolo     | Matteo 8,5-13          |                                        | Luca 7,1-10          | Giovanni 4,46-54         |
| 50  | Guarigione della suocera di Pietro                               | miracolo     | Matteo 8,14-17         | Marco 1,29-34                          | Luca 4,38-41         |                          |
| 51  | Esorcismi al tramonto                                            | miracolo     | Matteo 8,16-17         | Marco 1,32-34                          | Luca 4,40-41         |                          |
| 52  | Miracolo della tempesta calmata                                  | miracolo     | Matteo 8,23-27         | Marco 4,35-41                          | Luca 8,22-25         |                          |
| 53  | L'indemoniato di Gerasa                                          | miracolo     | Matteo 8,28-34         | Marco 5,1-20                           | Luca 8,26-39         |                          |
| 54  | Guarigione del paralitico di Cafarnao                            | miracolo     | Matteo 9,1-8           | Marco 2,1-12                           | Luca 5,17-26         |                          |
| 55  | Chiamata di Matteo                                               | ministero    | Matteo 9,9             | Marco 2,13-14                          | Luca 5,27-28         |                          |
| 56  | Parabola del vino nuovo nelle otri vecchie                       | parabola     | Matteo 9,17            | Marco 2,22                             | Luca 5,37-39         |                          |
| 57  | Risurrezione della figlia di Giairo                              | miracolo     | Matteo 9,18-26         | Marco 5,21-43                          | Luca 8,40-56         |                          |
| 58  | Guarigione dell'emorroissa                                       | miracolo     | Matteo 9,20-22         | Marco 5,24-34                          | Luca 8,43-48         |                          |
| 59  | Guarigione dei due ciechi                                        | miracolo     | Matteo 9,27-31         |                                        |                      |                          |
| 60  | Guarigione del muto indemoniato                                  | miracolo     | Matteo 9,32-34         |                                        |                      |                          |
| 61  | Missione dei dodici apostoli                                     | ministero    | Matteo 10,2-4          | Marco 13,13-19                         | Luca 6,12-16         |                          |
| 62  | Non in pace, ma con la spada                                     | ministero    | Matteo 10,34-36        |                                        | Luca 12,49-53        |                          |
| 63  | Messaggeri da Giovanni Battista                                  | ministero    | Matteo 11,2-6          |                                        | Luca 7,18-23         |                          |
| 64  | Guarigione del paralitico alla piscina di Betzaeta               | miracolo     |                        |                                        |                      | Giovanni 5,1-18          |
| 65  | Signore del sabato                                               | ministero    | Matteo 12,1-8          | Marco 2,23-28                          | Luca 6,1-5           |                          |
| 66  | Guarigione dell'uomo con la mano paralizzata                     | miracolo     | Matteo 12,9-13         | Marco 3,1-6                            | Luca 6,6-11          |                          |
| 67  | Esorcismo dell'uomo cieco e muto                                 | miracolo     | Matteo 12,22-28        | Marco 3,20-30                          | Luca 11,14-23        |                          |
| 68  | Parabola dell'uomo forte                                         | parabola     | Matteo 12,29           | Marco 3,27                             | Luca 11,21-22        |                          |
| 69  | Peccato eterno                                                   | ministero    | Matteo 12,30-32        | Marco 3,28-29                          | Luca 12,8-10         |                          |
| 70  | I veri parenti di Gesù                                           | ministero    | Matteo 12,46-50        | Marco 3,31-35                          | Luca 8,19-21         |                          |
| 71  | Parabola del seminatore                                          | parabola     | Matteo 13,3-9          | Marco 4,3-9                            | Luca 8,5-8           |                          |
| 72  | Parabola della zizzania                                          | parabola     | Matteo 13,24-30        |                                        |                      |                          |
| 73  | Parabola del fico sterile                                        | parabola     |                        |                                        | Luca 13,6-9          |                          |
| 74  | Guarigione della donna curva                                     | miracolo     |                        |                                        | Luca 13,10-17        |                          |
| 75  | Parabola del granello di senape                                  | parabola     | Matteo 13,31-32        | Marco 4,30-32                          | Luca 13,18-19        |                          |
| 76  | Parabola del lievito                                             | parabola     | Matteo 13,33           |                                        | Luca 13,20-21        |                          |
| 77  | Parabola della perla                                             | parabola     | Matteo 13,44-46        |                                        |                      |                          |
| 78  | Parabola della rete                                              | parabola     | Matteo 13,47-50        |                                        |                      |                          |
| 79  | Parabola del tesoro nascosto                                     | parabola     | Matteo 13,52           |                                        |                      |                          |
| 80  | Decapitazione di Giovanni il Battista                            | ministero    | Matteo 14,6-12         | Marco 6,21-29                          | Luca 9,7-9           |                          |
| 81  | Moltiplicazione dei pani e dei pesci                             | miracolo     | Matteo 14,13-21        | Marco 6,31-44                          | Luca 9,10-17         | Giovanni 6,5-15          |
| 82  | Gesù cammina sulle acque                                         | miracolo     | Matteo 14,22-33        | Marco 6,45-52                          |                      | Giovanni 6,16-21         |
| 83  | Guarigioni a Genesaret                                           | miracolo     | Matteo 14,34-36        | Marco 6,53-56                          |                      |                          |
| 84  | Discorso sulla contaminazione                                    | sermone      | Matteo 15,1-11         | Marco 7,1-23                           |                      |                          |
| 85  | Guarigione della figlia della Cananea                            | miracolo     | Matteo 15,21-28        | Marco 7,24-30                          |                      |                          |
| 86  | Guarigione del sordomuto                                         | miracolo     |                        | Marco 7,31-37                          |                      |                          |
| 87  | Sfamare i 4000                                                   | miracolo     | Matteo 15,32-39        | Marco 8,1-9                            |                      |                          |
| 88  | Guarigione del cieco di Betsaida                                 | miracolo     |                        | Marco 8,22-26                          |                      |                          |
| 89  | Confessione di Pietro                                            | ministero    | Matteo 16,13-20        | Marco 8,27-30                          | Luca 9,18-21         |                          |
| 90  | Trasfigurazione di Gesù                                          | miracolo     | Matteo 17,1-13         | Marco 9,2-13                           | Luca 9,28-36         |                          |
| 91  | Guarigione del ragazzo indemoniato                               | miracolo     | Matteo 17,14-21        | Marco 9,14-29                          | Luca 9,37-49         |                          |
| 92  | Pagamento della tassa del tempio                                 | miracolo     | Matteo 17,24-27        |                                        |                      |                          |
| 93  | Discorso sul pane di vita                                        | sermone      |                        |                                        |                      | Giovanni 6,22-59         |
| 94  | Gesù benedice i bambini                                          | ministero    | Matteo 18,1-6          | Marco 9,33-37                          | Luca 9,46-48         |                          |
| 95  | Guarigione dell'idropico                                         | miracolo     |                        |                                        | Luca 14,1-6          |                          |
| 96  | Parabola dei primi posti e degli inviti                          | parabola     |                        |                                        | Luca 14,7-11         |                          |
| 97  | Parabola della torre incompiuta                                  | parabola     |                        |                                        | Luca 14,25-33        |                          |
| 98  | Parabola della pecora smarrita                                   | parabola     | Matteo 18,10-14        |                                        | Luca 15,4-6          |                          |
| 99  | Parabola del servo senza pietà                                   | parabola     | Matteo 18,23-35        |                                        |                      |                          |
| 100 | Parabola della moneta smarrita                                   | parabola     |                        |                                        | Luca 15,8-9          |                          |
| 101 | Parabola del figlio prodigo                                      | parabola     |                        |                                        | Luca 15,11-32        |                          |
| 102 | Parabola del fattore infedele                                    | parabola     |                        |                                        | Luca 16,1-13         |                          |
| 103 | Parabola di Lazzaro e del ricco Epulone                          | parabola     |                        |                                        | Luca 16,19-31        |                          |
| 104 | Parabola del padrone e del servo                                 | parabola     |                        |                                        | Luca 17,7-10         |                          |
| 105 | Guarigione dei dieci lebbrosi                                    | miracolo     |                        |                                        | Luca 17,11-19        |                          |
| 106 | Parabola del giudice iniquo                                      | parabola     |                        |                                        | Luca 18,1-8          |                          |
| 107 | Parabola del fariseo e del pubblicano                            | parabola     |                        |                                        | Luca 18,9-14         |                          |
| 108 | Divorzio e celibato                                              | ministero    | Matteo 19,1-15         |                                        |                      |                          |
| 109 | Incontro con il giovane ricco                                    | ministero    | Matteo 19,16-30        | Marco 10,17-31                         | Luca 18,18-30        |                          |
| 110 | Gesù e l'adultera                                                | ministero    |                        |                                        |                      | Giovanni 8,2-1           |
| 111 | Parabola dei lavoratori della vigna                              | parabola     | Matteo 20,1-16         |                                        |                      |                          |
| 112 | Gesù predice la sua morte                                        | ministero    | Matteo 20,17-19        | Marco 10,32-34 (Marco 8,31 Marco 9,31) | Luca 18,31-34        |                          |
| 113 | Guarigione del cieco nato                                        | miracolo     |                        |                                        |                      | Giovanni 9,1-12          |
| 114 | Gesù venuto per servire                                          | ministero    | Matteo 20,20-28        | Marco 10,35-45                         |                      |                          |
| 115 | Il buon pastore                                                  | ministero    |                        |                                        |                      | Giovanni 10,1-21         |
| 116 | Guarigione del cieco di Gerico                                   | miracolo     | Matteo 20,29-34        | Marco 10,46-52                         | Luca 18,35-43        |                          |
| 117 | Risurrezione di Lazzaro                                          | miracolo     |                        |                                        |                      | Giovanni 11,1-44         |
| 118 | Gesù e Zaccheo                                                   | ministero    |                        |                                        | Luca 19,2-28         |                          |
| 119 | Domenica delle palme                                             | ministero    | Matteo 21,1-11         | Marco 11,1-11                          | Luca 19,29-44        | Giovanni 12,12-19        |
| 120 | Seconda purificazione del Tempio                                 | ministero    | Matteo 21,12-13        | Marco 11,15-18                         | Luca 19,45-48        |                          |
| 121 | Maledizione del fico                                             | miracolo     | Matteo 21,18-22        | Marco 11,12-14                         |                      |                          |
| 122 | Contestazione dell'autorità di Gesù                              | ministero    | Matteo 21,23-27        | Marco 11,27-33                         | Luca 20,1-8          |                          |
| 123 | Parabola dei due figli                                           | parabola     | Matteo 21,28-32        |                                        |                      |                          |
| 124 | Parabola dei vignaioli omicidi                                   | parabola     | Matteo 21,33-41        | Marco 12,1-9                           | Luca 20,9-16         |                          |
| 125 | Parabola del banchetto di nozze                                  | parabola     | Matteo 22,1-14         |                                        | Luca 14,16-24        |                          |
| 126 | Date a Cesare quello che è di Cesare e a Dio quello che è di Dio | ministero    | Matteo 22,15-22        | Marco 12,13-17                         | Luca 20,20-26        |                          |
| 127 | Critiche di Gesù agli scribi e ai farisei                        | ministero    | Matteo 23,1-39         | Marco 12,35-37                         | Luca 20,45-47        |                          |
| 128 | L'offerta della vedova                                           | sermone      |                        | Marco 12,41-44                         | Luca 21,1-4          |                          |
| 129 | Profezia della seconda venuta                                    | ministero    | Matteo 24,1-31         | Marco 13,1-27                          | Luca 21,5-36         |                          |
| 130 | Parabola del fico che germoglia                                  | parabola     | Matteo 24,32-35        | Marco 13,28-31                         | Luca 21,29-33        |                          |
| 131 | Parabola del servo fedele                                        | parabola     | Matteo 24,42-51        | Marco 13,34-37                         | Luca 12,35-48        |                          |
| 132 | Parabola delle dieci vergini                                     | parabola     | Matteo 25,1-13         |                                        |                      |                          |
| 133 | Parabola dei talenti                                             | parabola     | Matteo 25,14-30        |                                        | Luca 19,12-27        |                          |
| 134 | Le pecore e i capri                                              | parabola     | Matteo 25,31-46        |                                        |                      |                          |
| 135 | Unzione di Gesù                                                  | ministero    | Matteo 26,1-13         | Marco 14,3-9                           | Luca 7,36-50         | Giovanni 12,2-8          |
| 136 | Tradimento di Giuda                                              | misto        | Matteo 26,14-16        | Marco 14,10-11                         | Luca 22,1-6          |                          |
| 137 | Il chicco di grano                                               | parabola     |                        |                                        |                      | Giovanni 12,24-26        |
| 138 | Ultima Cena                                                      | ministero    | Matteo 26,26-29        | Marco 14,18-21                         | Luca 22,17-20        | Giovanni 13,1-31         |
| 139 | Promessa del Paraclito                                           | ministero    |                        |                                        |                      | Giovanni 16,5-15         |
| 140 | Getsemani                                                        | misto        | Matteo 26,36-46        | Marco 14,32-42                         | Luca 22,39-46        |                          |
| 141 | Il bacio di Giuda                                                | passione     | Matteo 26,47-49        | Marco 14,43-45                         | Luca 22,47-48        | Giovanni 18,2-9          |
| 142 | Guarigione dell'orecchio del servo del sommo sacerdote           | miracolo     |                        |                                        | Luca 22,49-51        |                          |
| 143 | Arresto di Gesù                                                  | passione     | Matteo 26,50-56        | Marco 14,46-49                         | Luca 22,52-54        | Giovanni 18,10-12        |
| 144 | Processo al sinedrio                                             | passione     | Matteo 26,57-68        | Marco 14,53-65                         | Luca 22,63-71        | Giovanni 18,12-24        |
| 145 | La richiesta del sangue                                          | passione     | Matteo 27,24-25        |                                        |                      |                          |
| 146 | Salita al Calvario                                               | passione     | Matteo 27,27-33        | Marco 15,20-22                         | Luca 23,26-32        | Giovanni 19,16-17        |
| 147 | Crocifissione di Gesù                                            | passione     | Matteo 27,34-61        | Marco 15,23-47                         | Luca 23,33-54        | Giovanni 19,19-38        |
| 148 | Mirofore                                                         | resurrezione | Matteo 28,1            | Marco 16,1                             | Luca 24,1            |                          |
| 149 | Tomba vuota                                                      | risurrezione | Matteo 28,2-8          | Marco 16,2-8                           | Luca 24,2-12         | Giovanni 20,1-13         |
| 150 | Risurrezione di Gesù                                             | risurrezione | Matteo 28,9-10         |                                        | Luca 24,1-8          | Giovanni 20,14-16        |
| 151 | Noli me tangere                                                  | risurrezione |                        |                                        |                      | Giovanni 20,17           |
| 152 | Apparizione sulla via di Emmaus                                  | risurrezione |                        |                                        | 24,13–32 Luca        |                          |
| 153 | Gesù appare agli apostoli                                        | risurrezione |                        |                                        | Luca 24,36-43        | Giovanni 20, 19-20       |
| 154 | Grande Missione                                                  | risurrezione | Matteo 28,16-20        |                                        |                      |                          |
| 155 | Il dubbio di Tommaso                                             | risurrezione |                        |                                        |                      | Giovanni 20,24-29        |
| 156 | Pesca miracolosa                                                 | miracolo     |                        |                                        |                      | Giovanni 21,1-24         |
| 157 | Ascensione di Gesù                                               | risurrezione |                        |                                        | Luca 24,50-53        |                          |
| 158 | Dispersione degli apostoli                                       | misto        | Matteo 28,19-20        |                                        |                      |                          |